# IC 2791
IC 2791 ist eine spiralförmige Zwerggalaxie vom Hubble-Typ Sm im Sternbild Löwe auf der Ekliptik. Sie ist schätzungsweise 26 Millionen Lichtjahre von der Milchstraße entfernt.
Das Objekt wurde am 27. März 1906 vom deutschen Astronomen Max Wolf entdeckt.